# Walter Jonckheere

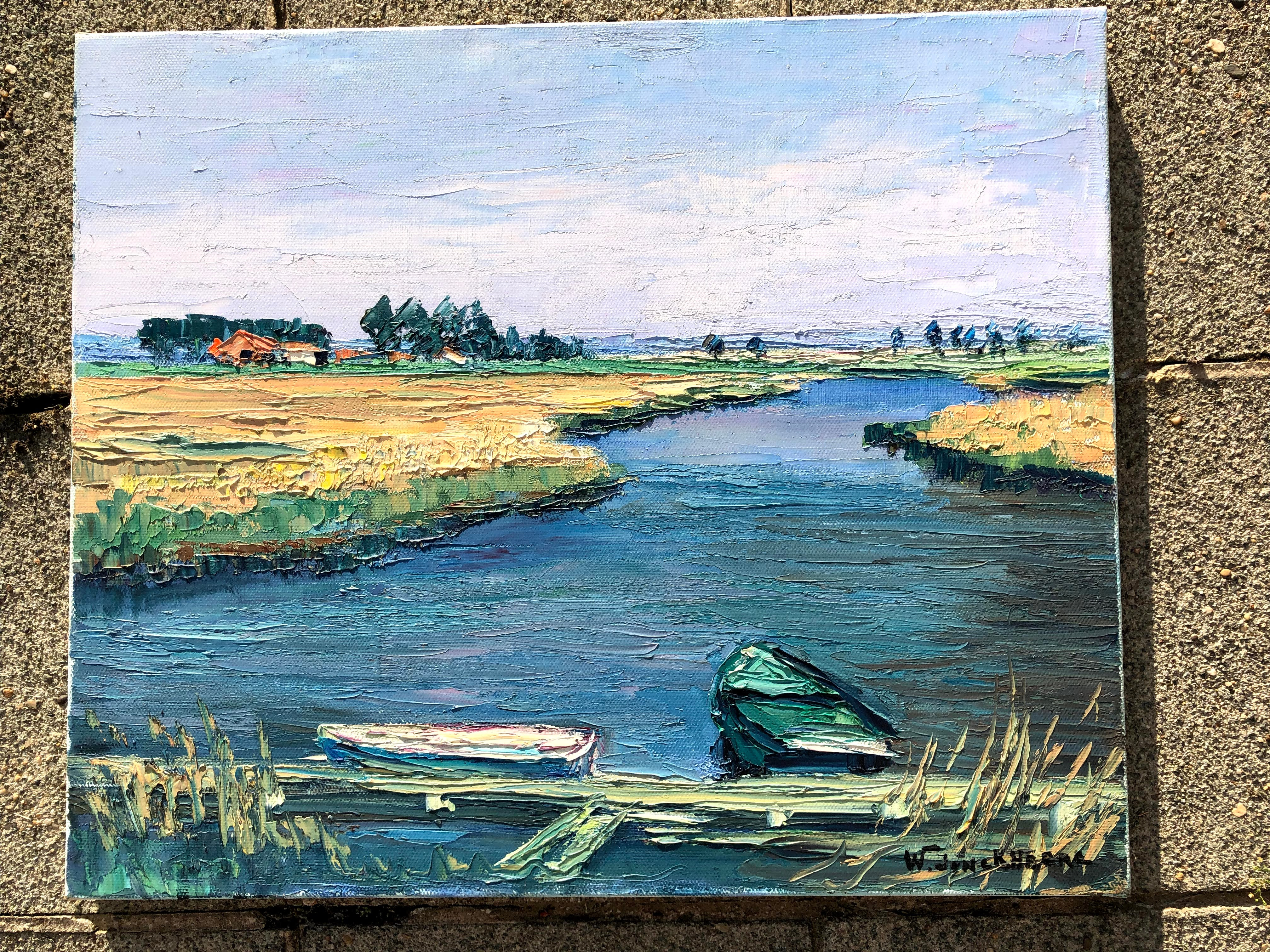
Landschap door Walter Jonckheere

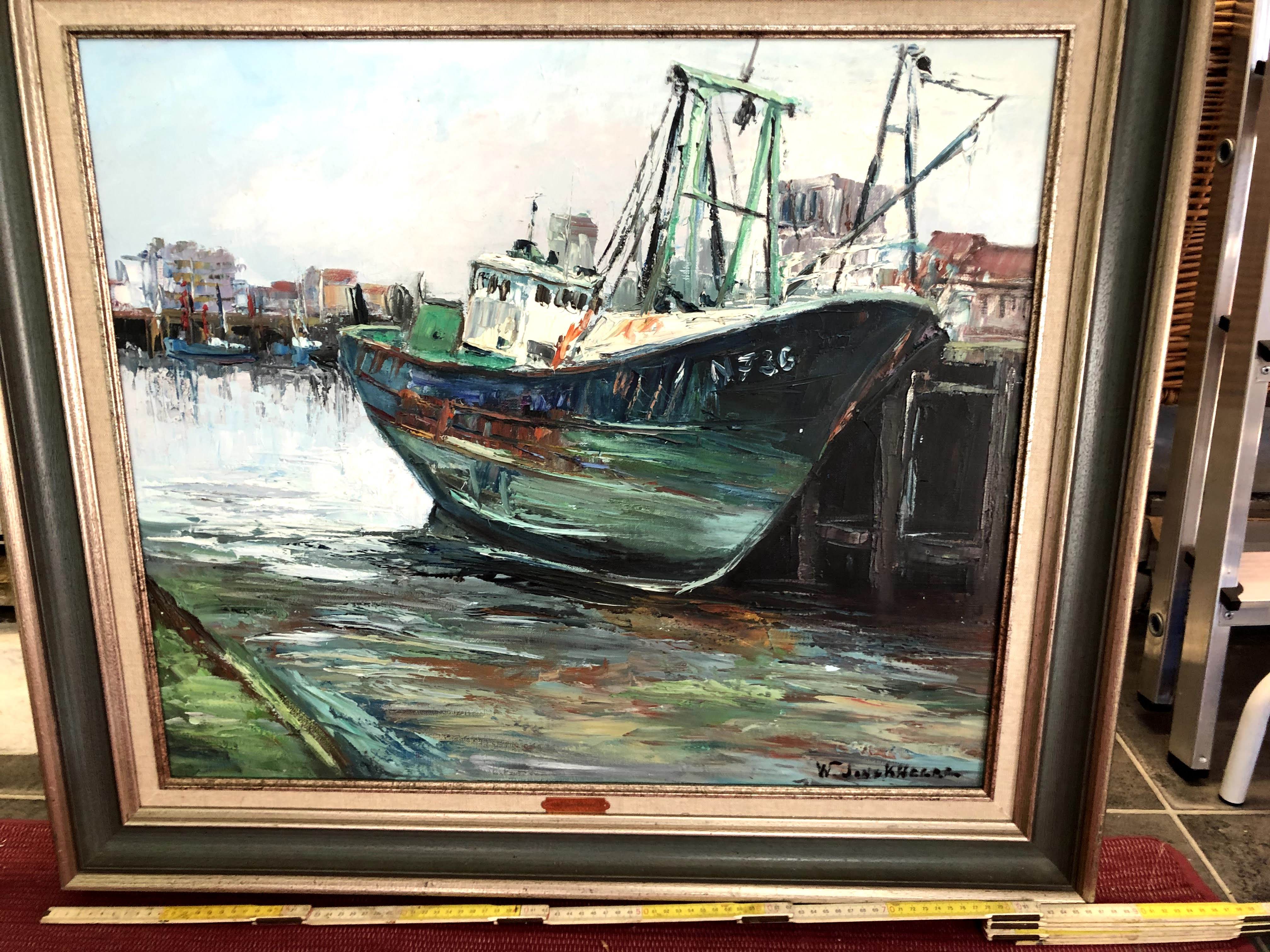
Vissersboot in Zeebrugge

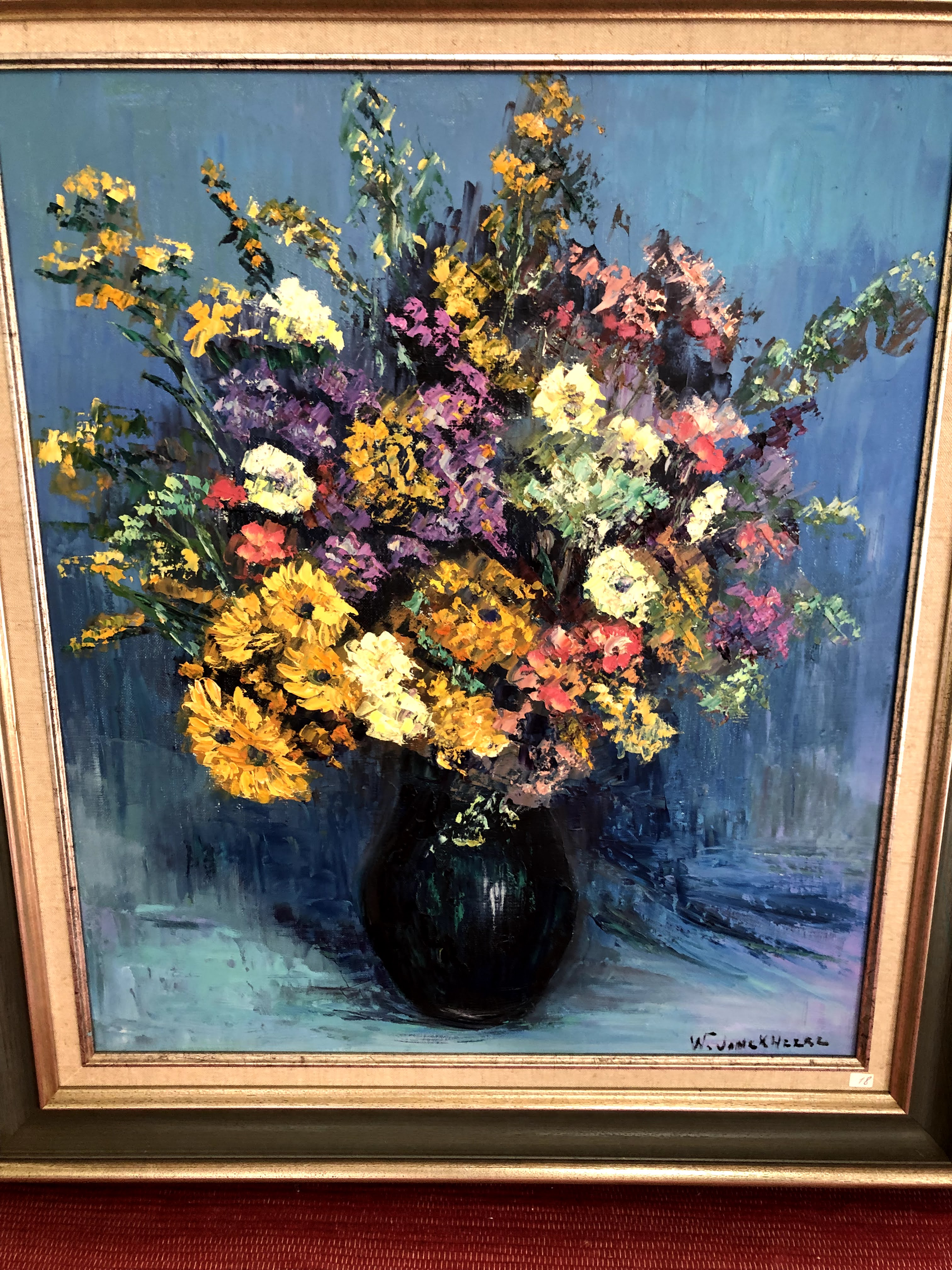
Bloemen

Walter Jonckheere (Sint-Kruis, 16 december 1924 - 4 januari 1999) was een Belgisch kunstschilder, behorende tot de Brugse School.

## Levensloop
Jonckheere was een van de acht kinderen van Triphon Jonckheere en Augusta Dekempe. Hij werkte als jongeman in de tuinbouw. Tegen het einde van de Tweede Wereldoorlog was hij oorlogsvrijwilliger. In 1947 trouwde hij met Marie-Thérèse Tamsin en ze kregen twee dochters. Na enkele jaren als magazijnbediende te hebben gewerkt bij de Nederlandse Gist- en Spiritusfabriek, werd hij in 1958 politieagent in Sint-Kruis.
Hij leerde het schildersvak aan in de Brugse kunstacademie. Hij werd lid van de kunstenaarsvereniging Kunstkring 46. Samen met Julien Schaeverbeke stichtte hij de plaatselijke kunstkring Iris.  Hij produceerde stadsgezichten, maar vooral landschappen en marines, in een kleurige postimpressionistische stijl.

## Literatuur

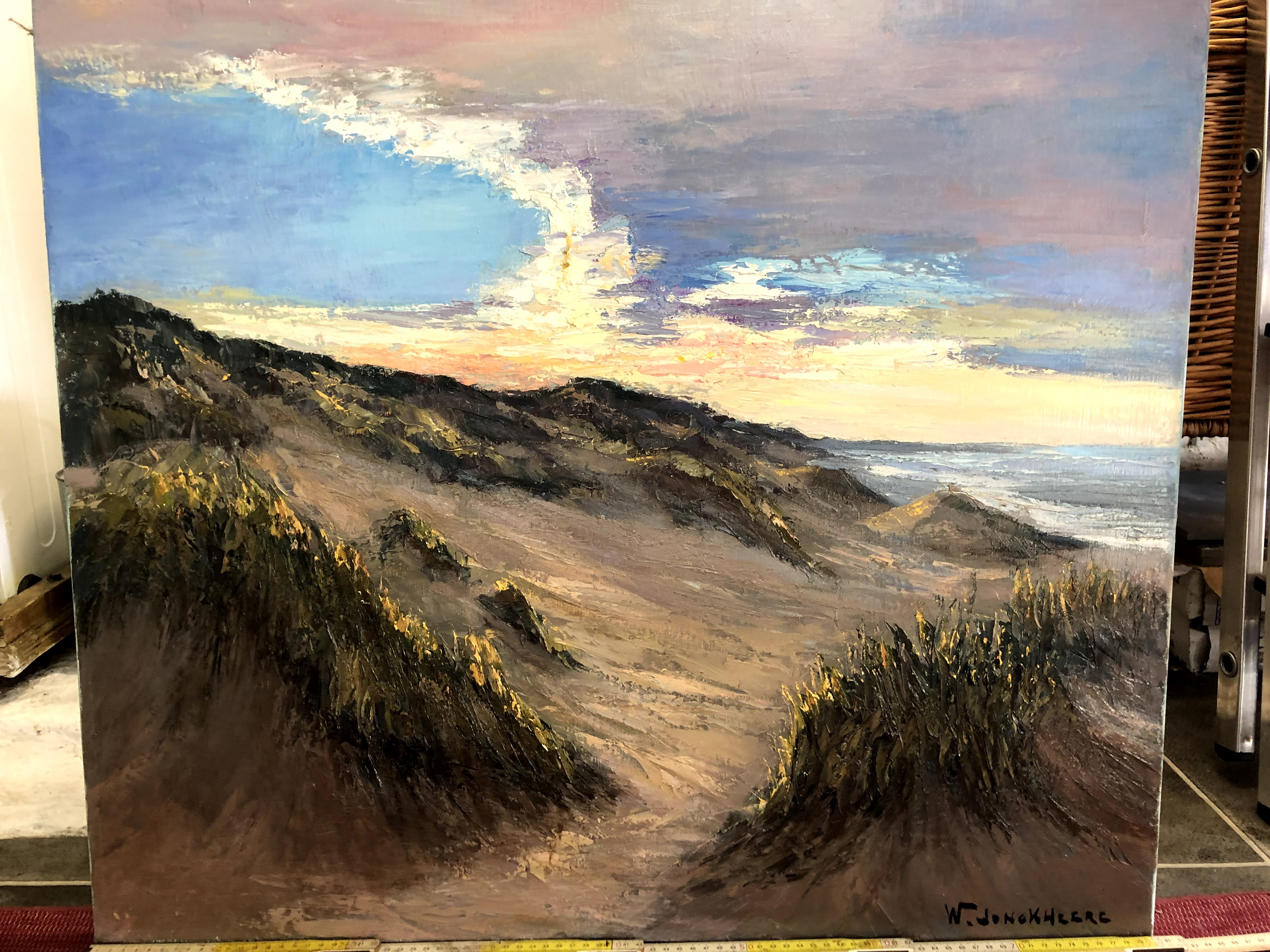
Duinen aan de Noordzee

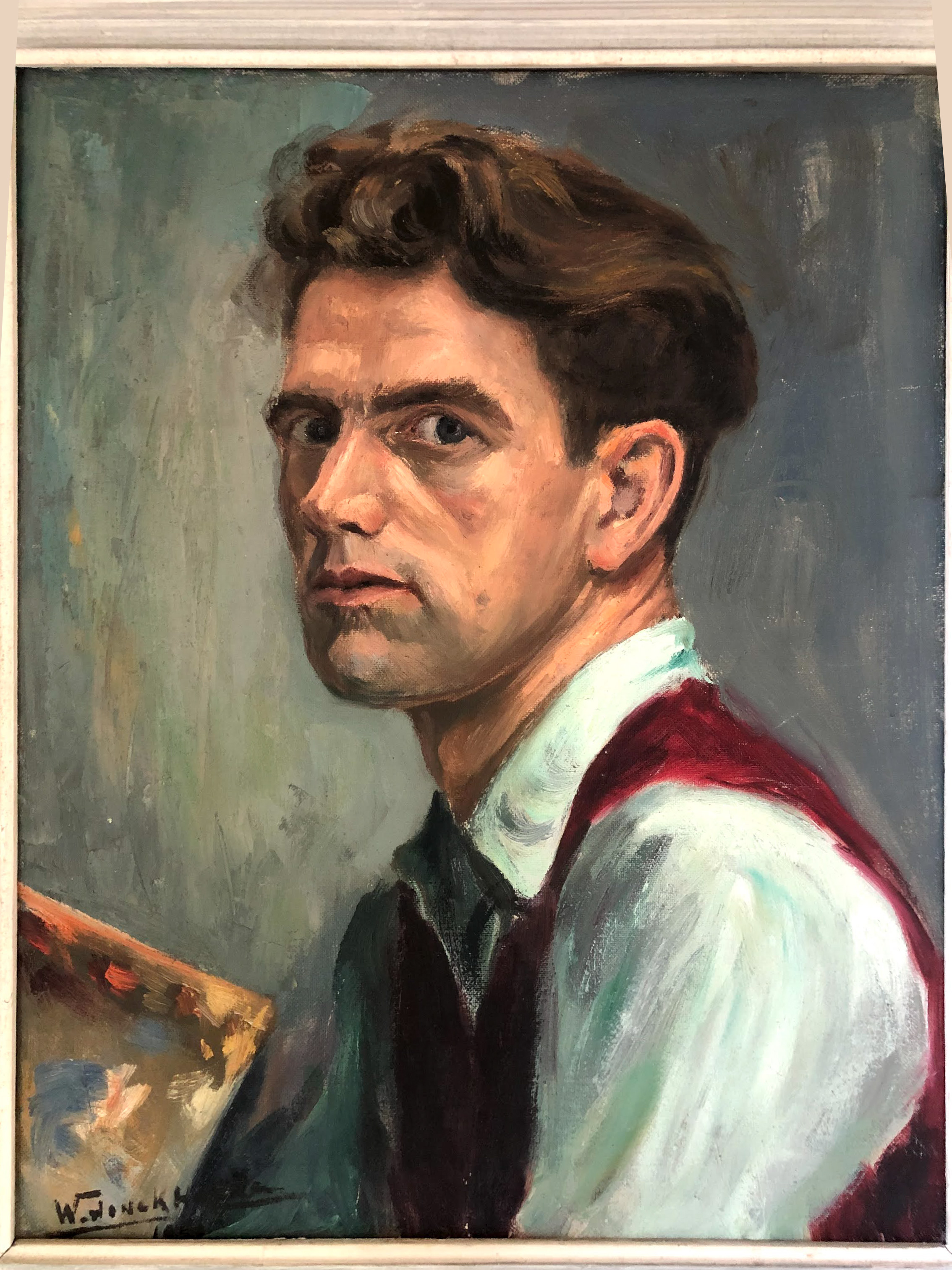
Zelfportret